# نیم‌بالان توری‌دار
نیم‌بالان توری‌دار (نام علمی: Tingidae) نام یک تیره از زیرراسته ناجوربالان است.